# Кимвалы
Кимва́л (греч. κύμβαλον, лат. cymbalum), употребляется преимущественно во множественном числе, кимва́лы (греч. κύμβαλα, лат. cymbala, англ. cymbala, нем. Kymbala) — парный ударный музыкальный инструмент, предшественник современных тарелок. Известен с глубокой древности.

## Краткая характеристика
Кимвал представляет собой небольшую (от 5 до 18 см) бронзовую тарелку, посреди которой прикреплялся ремень (или шнурок) для надевания на правую руку. Кимвал ударяли о другой кимвал, надетый на левую руку.
В античности кимвалы — принадлежность оргиастических обрядов в культах Диониса и Кибелы. Именно в этом контексте обильны упоминания кимвал в древнегреческих (Пиндар, Менандр, Ксенофонт и др.) и древнеримских (Проперций, Вергилий, Катулл и др.) литературных сочинениях. Сохранились многие изображения (скульптуры, вазопись, фрески) с кимвалами в руках музыкантов и мифологических персонажей (сатиров, менад и др.), обслуживающих дионисийский культ. В Риме в связи с завоеваниями на Востоке получили распространение инструментальные ансамбли из ударных (обычно тимпана, кротал и кимвал) и духовых (обычно авлоса) инструментов как своего рода «восточная экзотика» для развлечения публики на улице и в таверне (см. пример древнеримской мозаики). Найденные археологами оригинальные образцы кимвал находятся в Британском музее, в Метрополитен-музее и в Национальном археологическом музее Неаполя.

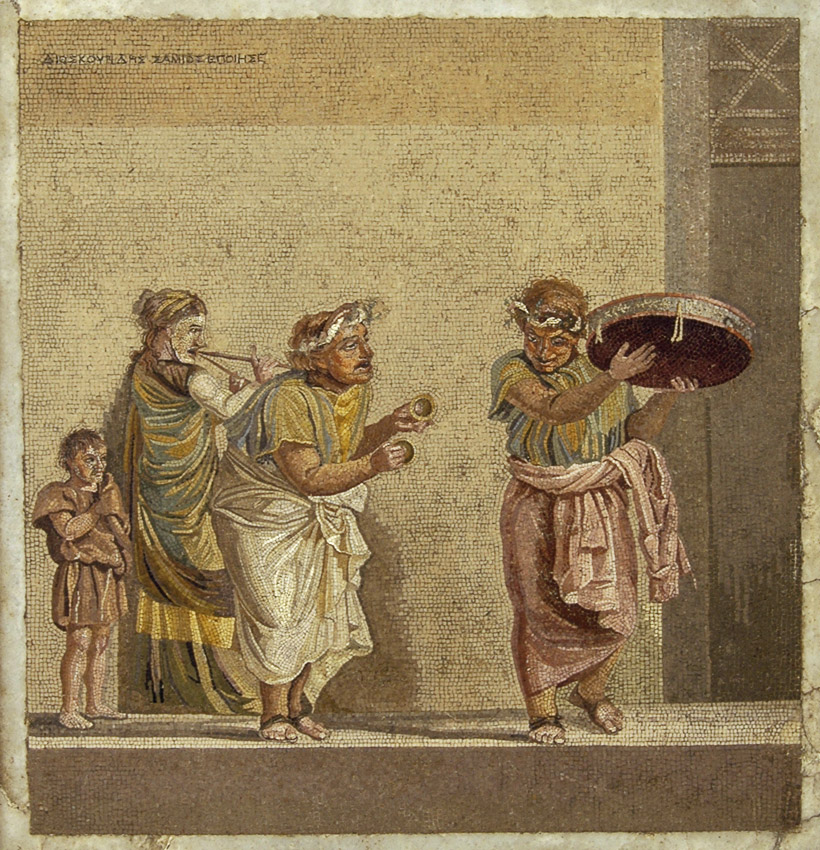
Мозаика из Помпей (т. н. вилла Цицерона). 150—125 гг. до н. э. Национальный археологический музей Неаполя. Фото С. И. Сосновского. Музыканты (справа налево) играют на тимпане, кимвалах, женщина на двойном авлосе.

В церковнославянских и русских переводах хвалебных псалмов слово «кимвалы» (которое заимствовано из Септуагинты) предположительно обозначает древнееврейский культовый идиофон — тарелки «целцелим». 
Не следует путать кимвалы с цимбалами, многострунным инструментом, который распространён в Белоруссии, на Украине, в Молдавии и на Балканах.
Не следует также путать (древние) кимвалы с инструментом симфонического оркестра «античные тарелочки» (фр. cymbales antiques), введённым в обиход Гектором Берлиозом.